# 信者ゼロの女神サマと始める異世界攻略
『信者ゼロの女神サマと始める異世界攻略』（しんじゃゼロのめがみサマとはじめるいせかいこうりゃく）は、大崎アイルによる日本のライトノベル。イラストはTam-Uが担当している。WEB版は小説家になろうにて2018年5月から連載中で、第5回オーバーラップWEB小説大賞で金賞を受賞した。書籍版はオーバーラップ文庫（オーバーラップ）より2019年3月から刊行されている。
メディアミックスとして、しろいはくとが作画を担当するコミカライズがオーバーラップのウェブコミック配信サイト『コミックガルド』にて2020年4月から連載開始され、アプリ『コミックガルド＋』のリリース後はそちらで最新話を掲載となっている。

## あらすじ
ゲーム好きの男子高校生高月マコトは、スキー合宿の帰路で事故に遭いクラスメイトとともに異世界に転移する。ほかの異世界転移者が優れたスキルとステータスを獲得した一方で、マコトだけがなぜか平均以下のスキルとステータスを付与される。その1年後、魔法使い見習いとなって冒険を始めたマコトのもとに、信者がいないマイナーな女神ノアが現れる。ノアはかつて戦争で聖神族に敗れた古い神族であり、現在は邪神としてあつかわれていた。最終的にノアの信者になったマコトは、ノアが監禁されている人類未到達のダンジョン・海底神殿を目指すことになる。

## 登場人物
高月 マコト（たかつき マコト）
本作の主人公。所持スキルは「水魔法・初級」「明鏡止水」「RPGプレイヤー」。所持装備は神器である女神ノアの短剣。職業は魔法使い見習い兼水の国の国家認定勇者。ステータスは人類最弱。趣味は魔法の修行。コツコツ熟練度を上げるのが好き。人見知り（web版では神族入りを果たしている（ノアの眷属のような位置））。
ノア・ティターン
マコトが信仰する女神。この世界では邪神。最終迷宮「海底神殿」に封印されている、万物を魅惑する女神。マコトに惚れている。
ルーシー・J・ウォーカー
エルフ族と魔族のハーフ。固有スキルは「大魔道」「火魔法・王級」。1000年前の英雄ジョニィ・ウォーカーの曾孫で、紅蓮の魔女ロザリーの娘。暑がりで、すぐに脱ぐ。
佐々木 アヤ（ささき マコト）
マコトの中学からの同級生。通称は「さーさん」。異世界ではラミア族に転生した。固有スキルは「アクションゲームプレイヤー」「変化」「進化」。料理が得意。
ソフィア・エイル・ローゼス
水の国の第一王女で、水の女神の巫女。性格は生真面目で不器用。「冷血」スキルの影響で、愛想が悪い。
フリアエ・ナイア・ラフィロイグ
月の巫女。高月マコトを守護騎士に任命した姫。月魔法、運命魔法が得意。太陽の巫女であるノエルを敵視している。
ノエル・アルテナ・ハイランド
太陽の巫女。太陽の国の第一王位継承者にして、光の勇者の婚約者。太陽魔法・聖級の使い手。月の巫女であるフリアエのことを警戒している。
桜井 リョウスケ（さくらい マコト）
マコトの幼馴染。救世主の生まれ変わりとされる「光の勇者」スキルの所持者。婚約者が多数いる。
横山 サキ（よこやま マコト）
リョウスケの恋人兼副官。マコトやアヤのクラスメイト。
白の大賢者様
千年前からハイランドで大賢者を務める吸血鬼。好物は童貞であるマコトの血。
レオナード・エイル・ローゼス
水の国の第一王子。「氷雪の勇者」。マコトを慕っている。
エイル・オリュンポス
水の国の守り神。争いを嫌う、おっとりした性格。ノアとは仲が良い。
エステル
運命の巫女。
イラ・オリュンポス
運命の女神。商業の国の守り神。ポンコツよくドジやへまをする。なお魔法の器用さでは結構上の方。ブラックな運命の女神である。半年寝ないこともざら。
マリー・ゴールド
マッカレン冒険者ギルドの受付嬢。小説版ではヒロイン枠。
ジャネット・バランタイン
ペガサス騎士隊の隊長。稲妻の勇者ことジェラルドの妹。四聖貴族のお嬢様。
ふじやん
マコトの友人で、ゲーム仲間。獣耳フェチ。「ギャルゲープレイヤー」スキルによって、「読心」を可能としている。
ニナ
ふじやんの嫁。ウサギ耳族の獣人であるベテラン冒険者。ギャンブル好き。
河北 ケイコ（かわきた マコト）
マコトのクラスメイト。さーさんの友人で、ふじやんの幼馴染み。元ギャル。
ジェラルド・バランタイン
太陽の国の大貴族の息子。「稲妻の勇者」にして北天騎士団団長。
オルガ・ソール・タリスカー
火の女神に選ばれた「灼熱の勇者」。武器は聖剣バルムンク。戦闘狂。

## 既刊一覧

### 小説
| 巻数 | タイトル                                                                     | 発売日         | ISBN              |
| ---- | ---------------------------------------------------------------------------- | -------------- | ----------------- |
| 1    | 信者ゼロの女神サマと始める異世界攻略 1.クラスメイト最弱の魔法使い            | 2019年3月25日  | 978-4-86554-462-6 |
| 2    | 信者ゼロの女神サマと始める異世界攻略 2.災害指定の転生少女                    | 2019年7月25日  | 978-4-86554-522-7 |
| 3    | 信者ゼロの女神サマと始める異世界攻略 3.冷血なる氷の彫刻姫                    | 2019年11月25日 | 978-4-86554-572-2 |
| 4    | 信者ゼロの女神サマと始める異世界攻略 4.死を纏う亡国の巫女                    | 2020年4月25日  | 978-4-86554-643-9 |
| 5    | 信者ゼロの女神サマと始める異世界攻略 5.竜に呑まれし水の街                    | 2020年8月25日  | 978-4-86554-722-1 |
| 6    | 信者ゼロの女神サマと始める異世界攻略 6.紅蓮の魔女と不死の魔王                | 2020年12月25日 | 978-4-86554-804-4 |
| 7    | 信者ゼロの女神サマと始める異世界攻略 7.灼熱の勇者とラミアの女王              | 2021年5月25日  | 978-4-86554-908-9 |
| 8    | 信者ゼロの女神サマと始める異世界攻略 8.光の勇者と人魔戦争                    | 2021年10月25日 | 978-4-8240-0023-1 |
| 9    | 信者ゼロの女神サマと始める異世界攻略 9.太陽の勇者と水の精霊王                | 2022年4月25日  | 978-4-8240-0161-0 |
| 10   | 信者ゼロの女神サマと始める異世界攻略 10.救世の英雄と魔の支配〈上〉           | 2022年10月25日 | 978-4-8240-0313-3 |
| 11   | 信者ゼロの女神サマと始める異世界攻略 11.救世の英雄と魔の支配〈下〉           | 2023年5月25日  | 978-4-8240-0500-7 |
| 12   | 信者ゼロの女神サマと始める異世界攻略 12.世界最強の精霊使いと女神の願い〈上〉 | 2024年4月25日  | 978-4-8240-0795-7 |

### 漫画
- しろいはくと（漫画）・大崎アイル（原作）・Tam-U（キャラクター原案） 『信者ゼロの女神サマと始める異世界攻略』 オーバーラップ〈ガルドコミックス〉、既刊9巻（2025年3月25日現在）
  1. 2020年12月25日発売[15][16]、ISBN 978-4-86554-812-9
  2. 2021年5月25日発売[17]、ISBN 978-4-86554-919-5
  3. 2021年10月25日発売[18]、ISBN 978-4-8240-0040-8
  4. 2022年5月25日発売[19]、ISBN 978-4-8240-0196-2
  5. 2022年11月25日発売[20]、ISBN 978-4-8240-0347-8
  6. 2023年5月25日発売[21]、ISBN 978-4-8240-0512-0
  7. 2023年12月25日発売[22]、ISBN 978-4-8240-0695-0
  8. 2024年6月25日発売[23]、ISBN 978-4-8240-0867-1
  9. 2025年3月25日発売[24]、ISBN 978-4-8240-1133-6